# Letheobia decorosa
Typhlops decorosus là một loài rắn trong họ Typhlopidae. Loài này được Buchholz & Peters mô tả khoa học đầu tiên năm 1875.